# Aire d'attraction de la Ferté Macé
 (juin 2022).
L'aire d'attraction de la Ferté Macé est un zonage d'étude défini par l'Insee pour caractériser l’influence de la commune française de La Ferté Macé sur les communes environnantes.

## Définition
L'aire d'attraction d'une ville est composée d’un pôle, défini à partir de critères de population et d’emploi ainsi que d’une couronne constituée des communes dont au moins 15 % des actifs travaillent dans le pôle. Le pôle d’attraction constitue ainsi un point de convergence des déplacements domicile-travail,.

## Type et composition
L’aire d'attraction de la Ferté Macé est une aire intra-départementale qui comporte 17 communes dans l'Orne. 
Elle est catégorisée dans les aires de moins de 50 000 habitants, une catégorie qui regroupe 12,2 % au niveau national.

### Carte

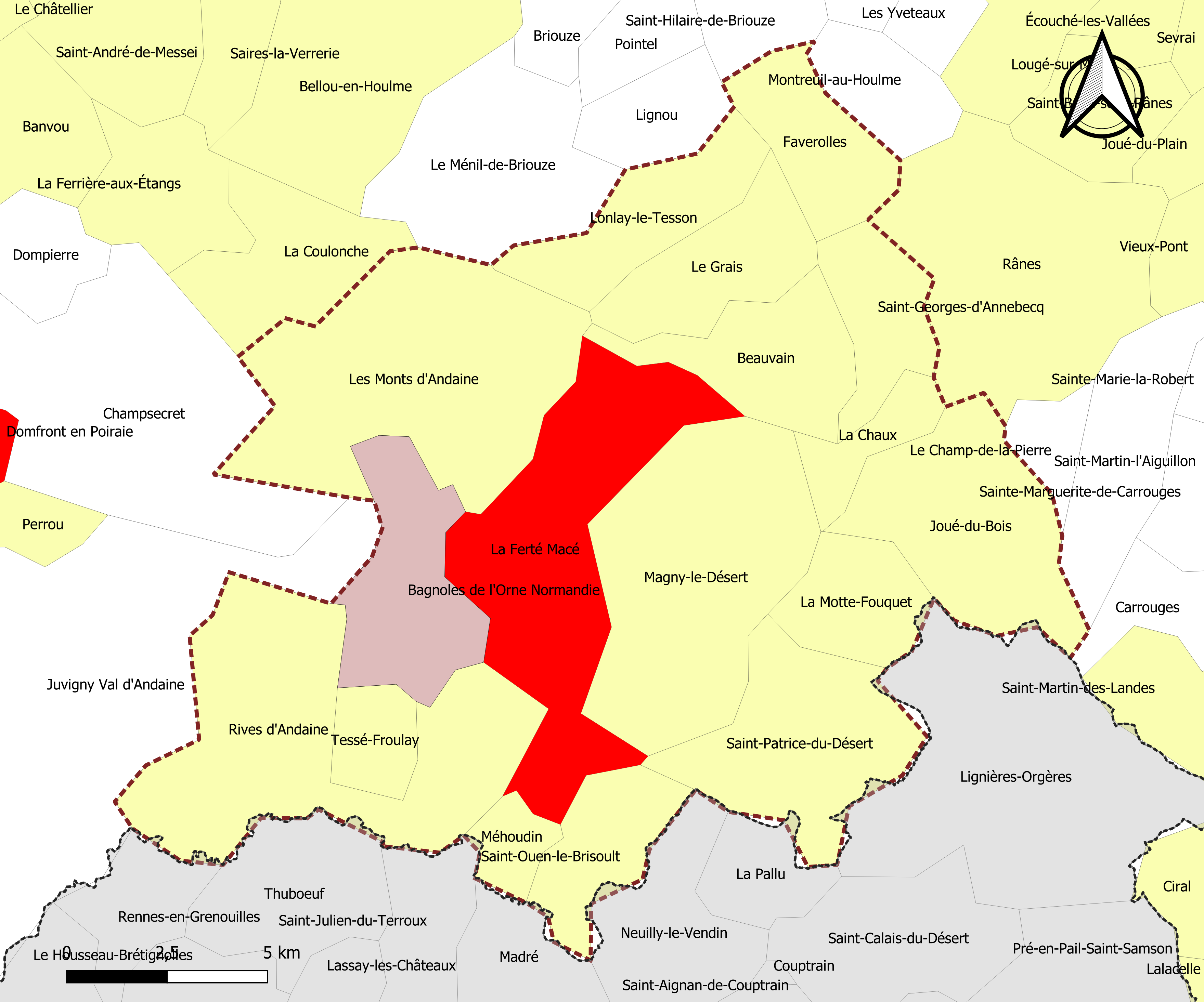
Carte de l'aire d'attraction de la Ferté Macé.
Commune-centre
Commune du pôle principal
Commune de la couronne

### Composition communale
| Nom                            | Code Insee | Département | Statut                    | Superficie (km2) | Population (dernière pop. légale) | Densité (hab./km2) | Modifier                                    |
| ------------------------------ | ---------- | ----------- | ------------------------- | ---------------- | --------------------------------- | ------------------ | ------------------------------------------- |
| La Ferté Macé (commune-centre) | 61168      | Orne        | commune-centre            | 31,86            | 5 095 (2022)                      | 160                | modifier les données · modifier les données |
| Bagnoles de l'Orne Normandie   | 61483      | Orne        | commune du pôle principal | 15,70            | 2 698 (2022)                      | 172                | modifier les données · modifier les données |
| Beauvain                       | 61035      | Orne        | commune de la couronne    | 12,46            | 265 (2022)                        | 21                 | modifier les données · modifier les données |
| Rives d'Andaine                | 61096      | Orne        | commune de la couronne    | 37,14            | 2 867 (2022)                      | 77                 | modifier les données · modifier les données |
| La Chaux                       | 61104      | Orne        | commune de la couronne    | 5,06             | 53 (2022)                         | 10                 | modifier les données · modifier les données |
| Faverolles                     | 61158      | Orne        | commune de la couronne    | 10,57            | 132 (2022)                        | 12                 | modifier les données · modifier les données |
| Le Grais                       | 61195      | Orne        | commune de la couronne    | 12,21            | 206 (2022)                        | 17                 | modifier les données · modifier les données |
| Joué-du-Bois                   | 61209      | Orne        | commune de la couronne    | 21,08            | 386 (2022)                        | 18                 | modifier les données · modifier les données |
| Lonlay-le-Tesson               | 61233      | Orne        | commune de la couronne    | 12,37            | 229 (2022)                        | 19                 | modifier les données · modifier les données |
| Magny-le-Désert                | 61243      | Orne        | commune de la couronne    | 33,34            | 1 386 (2022)                      | 42                 | modifier les données · modifier les données |
| Méhoudin                       | 61257      | Orne        | commune de la couronne    | 3,85             | 121 (2022)                        | 31                 | modifier les données · modifier les données |
| La Motte-Fouquet               | 61295      | Orne        | commune de la couronne    | 9,32             | 159 (2022)                        | 17                 | modifier les données · modifier les données |
| Saint-Georges-d'Annebecq       | 61390      | Orne        | commune de la couronne    | 9,35             | 167 (2022)                        | 18                 | modifier les données · modifier les données |
| Saint-Ouen-le-Brisoult         | 61439      | Orne        | commune de la couronne    | 9,75             | 125 (2022)                        | 13                 | modifier les données · modifier les données |
| Saint-Patrice-du-Désert        | 61442      | Orne        | commune de la couronne    | 20,48            | 232 (2022)                        | 11                 | modifier les données · modifier les données |
| Les Monts d'Andaine            | 61463      | Orne        | commune de la couronne    | 38,08            | 1 727 (2022)                      | 45                 | modifier les données · modifier les données |
| Tessé-Froulay                  | 61482      | Orne        | commune de la couronne    | 5,24             | 377 (2022)                        | 72                 | modifier les données · modifier les données |